# تیموتی ویلیامسون

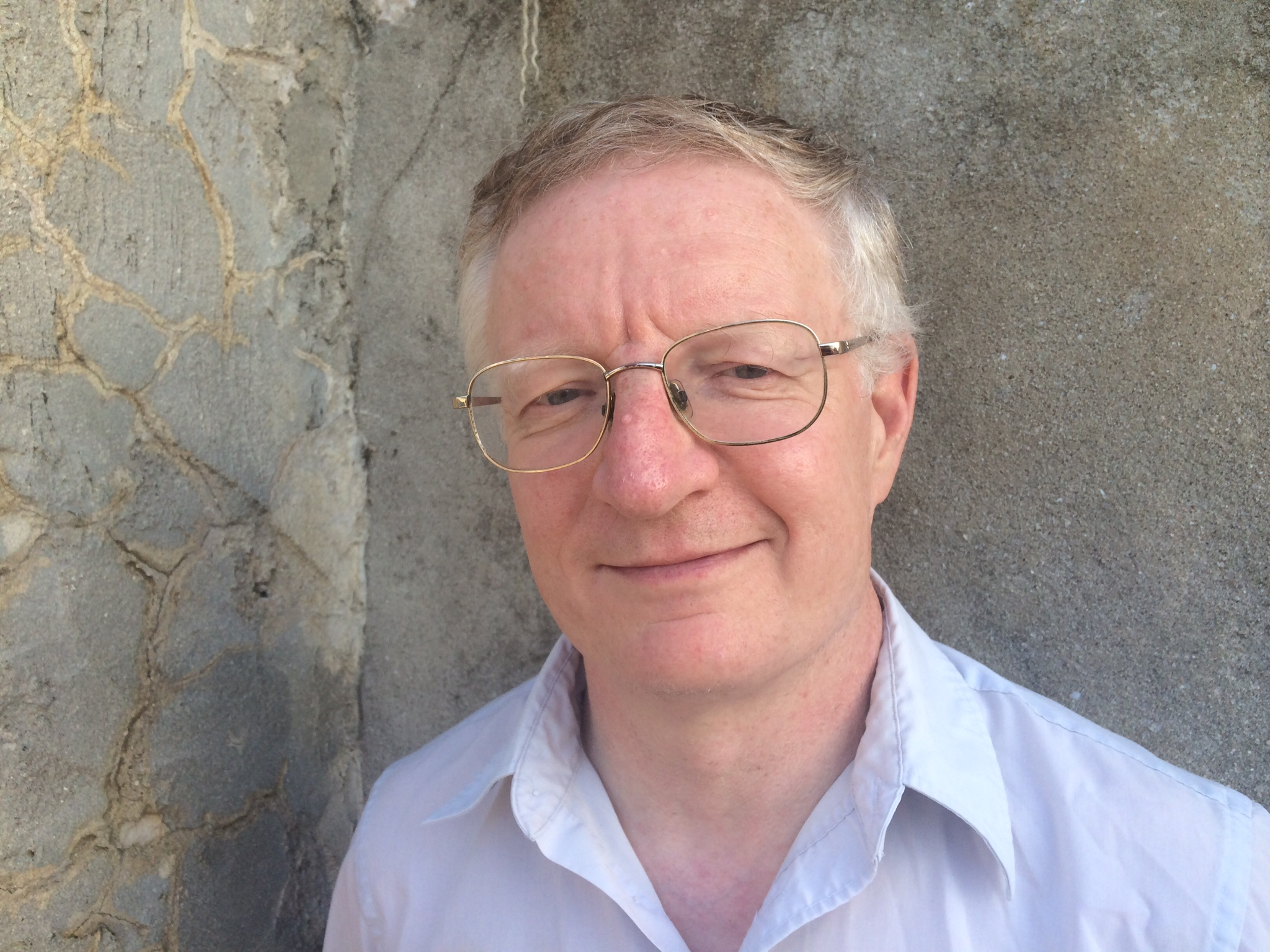
تیموتی ویلیامسون

تیموتی ویلیامسون (متولد ۱۹۵۵) فیلسوف بریتانیایی است که زمینه‌های تخصص وی شامل معرفت‌شناسی، منطق فلسفی، فلسفه زبان و متافیزیک می‌شود. وی در حال حاضر استاد دانشگاه آکسفورد است، کارشناسی خود را در رشته‌های ریاضی و فلسفه و دکترای خود را در رشته فلسفه از دانشگاه آکسفورد دریافت کرده‌است. از جمله نظرات وی می‌توان به تحلیل پذیر نبودن معرفت اشاره کرد که واکنشی به مسئله گتیه به حساب می‌آید.